# Муромцев, Леонид Александрович
Леонид Александрович Муромцев (25 августа 1913, Москва — 19 февраля 1996, Москва) — советский инженер-строитель. Лауреат Сталинской премии (1951).

## Биография
Леонид Муромцев родился 25 августа 1913 года в Москве. В 1941 году окончил Строительный институт Мосгорисполкома.
Принимал участие в Великой Отечественной войне, служил в сапёрных войсках. Форсировал Буг, Днестр, Вислу и Одер. Участвовал в освобождении Варшавы. Закончил войну в Берлине.
После демобилизации вернулся в Москву. Работал главным конструктором в ряде архитектурных мастерских. В 1970-х годах занимал должность главного конструктора мастерской № 11 Моспроекта-2.
Член Союза архитекторов СССР с 1956 года. Член комиссии по приёму в Союз архитекторов (1957—1979).
Жил в Москве в доме 1/15 на Котельнической набережной, в строительстве которого принимал участие.
Умер 19 февраля 1996 года, прах захоронен на Кузьминском кладбище в Москве.

## Проекты и постройки
- Жилой дом на Кутузовском проспекте (в составе коллектива под руководством Д. Н. Чечулина)[3]
- Гостиница «Пекин» (в составе коллектива под руководством Д. Н. Чечулина)[1]
- Высотный жилой дом на Котельнической набережной (1947—1952; в составе коллектива под руководством Д. Н. Чечулина; Сталинская премия третьей степени за 1951 год)[1][3]
- Посольство ЧССР на улице Юлиуса Фучика (1952—1954, совместно с архитекторами В. С. Андреевым, К. Д. Кисловой и инженером Л. М. Гохманом)[5][6]
- Здание НПО «Алмаз» на развилке Ленинградского и Волоколамского шоссе (1952—1955, Москва, совместно с архитекторами В. С. Андреевым, Г. М. Вульфсоном и инженером Л. М. Гохманом)[6][7]
- Дом культуры МЭИ в Энергетическом проезде (1953; совместно с архитектором А. В. Барулиным)[8]
- Дом пионеров Краснопресненского района в Глубоком переулке (1955; совместно с архитектором А. Я. Рапопортом)[9]
- Посольство КНР на улице Дружбы (1957—1959, совместно с архитекторами В. С. Андреевым, К. Д. Кисловой и инженером Л. М. Гохманом)[5][6][7]
- Междугородная телефонная станция на Котельнической набережной (1958—1963, совместно с архитекторами В. С. Андреевым, Г. М. Вульфсоном и инженером Л. М. Гохманом)[6][7]
- Стадион Гелора Бунг Карно в Джакарте (1959—1962; совместно с архитектором Р. И. Семерджиевым)[10]
- Гостиница на ВДНХ[3]
- Вычислительный центр Госплана СССР на пересечении Садовой-Спасской улицы и Новокировского проспекта (1965—1974; совместно с архитекторами Л. Павловым, Л. Гончар, А. Семёновым, О. Трубниковой и инженером А. Козловым)[11][3][12]
- Новое здание Госплана СССР[3]
- Вычислительный центр Комитета по науке и технике[3]
- Центральный экономико-математический институт АН СССР на Нахимовском проспекте (1966—1978; совместно с архитекторами Л. Н. Павловым, И. Я. Ядровым, Г. В. Колычевой, Г. Д. Дембовской, инженерами Е. Б. Гармсен, В. А. Авербухом, Р. А. Рохваргером)[3][13][12]
- Всесоюзный научно-технический информационный центр на Смольной улице (1960—1970-е; совместно с архитекторами Л. Павловым, А. Семенов, Т. Адлеровой и инженером В. Тростиным)[14]

## Награды
- Сталинская премия третьей степени (1951) — за разработку и осуществление строительства каркаса высотного здания на Котельнической набережной (в составе коллектива).
- Орден Ленина (1953)[3][1]
- Орден Красной Звезды[2]
- Орден Отечественной войны I степени[2]
- Орден Отечественной войны II степени[2]
- Медаль «За взятие Берлина»[2]
- Медаль «За победу над Германией в Великой Отечественной войне 1941—1945 гг.»[2]

## Цитаты
За первые послевоенные годы привык, знаете, к горячей, оперативной работе. Люблю, когда чертежи так нужны, что их прямо из-под рук рвут. Так у нас было во время проектирования спортивного комплекса в Джакарте. За два года успели и запроектировать и выстроить гигантский стадион на 100 тысяч мест, крытый плавательный бассейн, большую крытую арену.Л. А. Муромцев